# 金山寺 (韓國)
35°43′22″N 127°03′11″E / 35.722731°N 127.053032°E

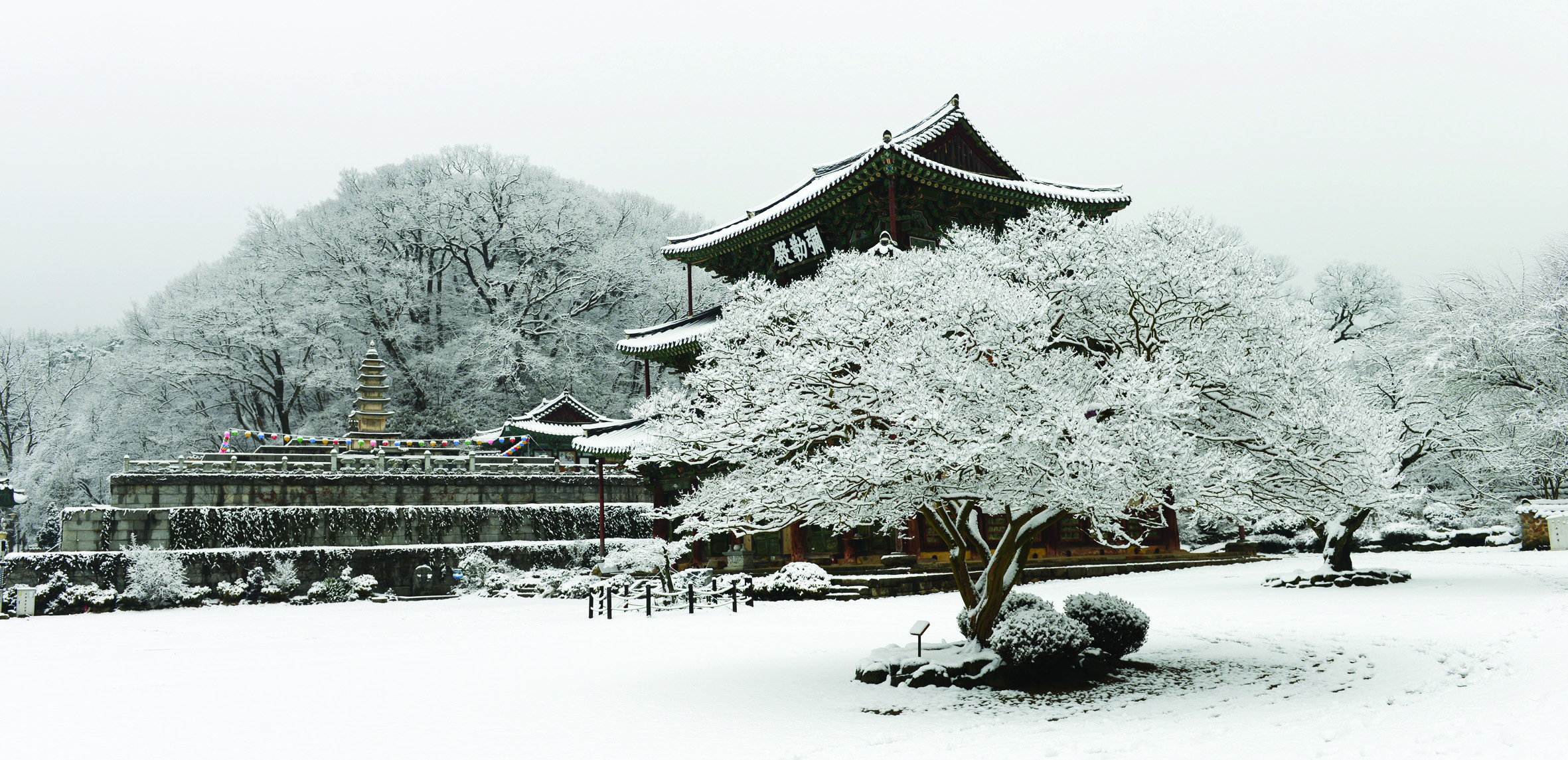
金山寺

金山寺（諺文：금산사）是位於大韓民國全羅北道金堤市的佛教寺院，是韓國佛教最大宗派曹溪宗第17教區的所在地。其彌勒殿現為韓國第62號國寶。

## 歷史
- 寺廟創立於百濟法王元年（西元599年）。百濟滅亡後，新羅景德王年間（722年-766年）重修。
- 935年，因王位繼承問題，後百濟始祖甄萱被其長子甄神劍流放至金山寺。
- 高麗王朝統一韓半島後，佛教興盛，宗派林立。高麗文宗33年（1079年），新建石蓮台、五重石塔、露柱等石製建築。
- 李氏朝鮮開始崇儒排佛。在太宗、世宗時期的禁令中，金山寺得以幸存。
- 朝鮮宣祖25年（1592年），壬辰倭亂中的金山寺成為僧兵的據點。宣祖29年（1596年）慶長之役中，除金剛門外的大部分寺址被毀棄。朝鮮仁祖13年（1635年）由守文大師主持重建。
- 1986年12月，金山寺大寂光殿被起因不明的火災燒毀。1988年開始著手按原型復原之。

## 文物
- 露柱：推測高麗時期所做，大韓民國編號第二十二號寶物。
- 慧德王師塔碑:高麗中期高僧慧德王師韶顥（韓語：소현）的塔碑，建於1111年，大韓民國編號第二十四號寶物。
- 石燈：高麗時期，為大韓民國編號第828號寶物。
- 石蓮臺：推測為十世紀所建，大韓民國編號第二十三號寶物。
- 六角多層石塔
- 大寂光殿
- 幢竿支柱